# Renault R31
A Renault R31 egy Formula–1-es versenyautó, amit a Lotus Renault GP tervezett és versenyeztetett a 2011-es Formula–1 világbajnokság során. Pilótái Nick Heidfeld és Vitalij Petrov voltak, a szezon második felétől pedig az előbbit váltó Bruno Senna.

## Áttekintés
Az autót 2011. január 31-én mutatták be Valenciában. Ekkor még úgy volt, hogy Petrov csapattársa Robert Kubica lesz, aki azonban az első tesztet követően nem sokkal súlyos ralibalesetet szenvedett, amely a karrierjét is derékba törte. Helyére Kubica korábbi BMW Sauberes csapattársát, Nick Heidfeldet szerződtették le.
Az autó jellegzetessége a radikális tervezési koncepció mentén készített kipufogórendszer, amit úgy vezettek el, hogy a kasztni alatt egyfajta előrefelé befújó diffúzorként működjön. A Renault autóján nem volt látható kipufogónyílás, a csapat ezzel kapcsolatban nem kívánt bővebben nyilatkozni, csak annyit, hogy a kocsi bemutatóját közel egy éves fejlesztőmunka előzte meg. Az előrefelé kivezetett kipufogórendszert, noha a riválisok könnyedén adaptálhatták volna, ez mégis elég bonyolult folyamatnak mutatkozott, ráadásul idény közben derült ki, hogy messze nem olyan előnyös a használata, mint hitték. Ugyanis az R31-es a lassabb pályákon, mint például Szingapúr, rengeteget szenvedett a leszorítóerő hiánya miatt, ráadásul a különleges kialakítás miatt az autó fejlesztése is jóval nehezebb volt. A kipufogóval kapcsolatban érdekesség, hogy Martin Brundle a hangját egy zsák szögéhez hasonlította, majd David Coulthard bebizonyította, hogy ez nem így van.

### Névproblémák
Az autó jellegzetes, fekete-arany festése a klasszikus Team Lotus ikonikus festésére, a "John Player Special"-ra emlékeztetett, amelyek a hetvenes évek végén és a nyolcvanas évek elején-közepén futottak, történetesen éppen Renault-motorokkal. A festés miatt felmerült annak a lehetősége is, hogy ez egy burkolt cigarettareklám, és ezért például Kanadában nem állhattak volna így rajthoz. Erre végül nem került sor.
Mindebből valószínűleg azért lett csak ügy, mert a csapat, amelyet ebben az évben Lotus Renault GP névre kereszteltek át, perben állt a névhasználat miatt az abban az évben szintén a Formula–1-ben versenyző, ugyancsak Renault-motorokat használó Lotus Racing-gel. Így előállt az a furcsa helyzet, hogy egy "Lotus Renault" és egy "Lotus-Renault" is részt vett a 2011-es idényben. A per megegyezéssel zárult, és 2012-től az utóbbi csapat mint Caterham vett részt a bajnokságban.

## A szezon
Az év meglehetősen jól indult, Petrov Ausztráliában lett harmadik, míg Heidfeld Malajziában. Csakhogy ez a két dobogós helyezés volt az összes tőlük abban az évben, és utána többé nem nagyon értek a közelébe sem. Heidfeldet a szezon második felében Bruno Senna váltotta, ő csak egyszer tudott pontot szerezni. A csapat így is a konstruktőri ötödik helyen tudta zárni az idényt.

## Eredmények
(Táblázat értelmezése)

(Félkövér: pole-pozícióból indult; dőlt: leggyorsabb kört futott) 

| Év   | Csapat           | Motor        | Gumik | Pilóták        | 1   | 2    | 3   | 4   | 5   | 6   | 7   | 8   | 9   | 10  | 11  | 12  | 13  | 14  | 15  | 16  | 17  | 18  | 19  | Pontok | Helyezés |
| ---- | ---------------- | ------------ | ----- | -------------- | --- | ---- | --- | --- | --- | --- | --- | --- | --- | --- | --- | --- | --- | --- | --- | --- | --- | --- | --- | ------ | -------- |
| 2011 | Lotus Renault GP | Renault RS27 | P     |                | AUS | MAL  | CHN | TUR | ESP | MON | CAN | EUR | GBR | GER | HUN | BEL | ITA | SIN | JPN | KOR | IND | ABU | BRA | 73     | 5.       |
| 2011 | Lotus Renault GP | Renault RS27 | P     | Nick Heidfeld  | 12  | 3    | 12  | 7   | 8   | 8   | KI  | 10  | 8   | KI  | KI  |     |     |     |     |     |     |     |     | 73     | 5.       |
| 2011 | Lotus Renault GP | Renault RS27 | P     | Bruno Senna    |     |      |     |     |     |     |     |     |     |     |     | 13  | 9   | 15  | 16  | 13  | 12  | 16  | 17  | 73     | 5.       |
| 2011 | Lotus Renault GP | Renault RS27 | P     | Vitalij Petrov | 3   | 17 † | 9   | 8   | 11  | KI  | 5   | 15  | 12  | 10  | 12  | 9   | KI  | 17  | 9   | Ki  | 11  | 13  | 10  | 73     | 5.       |

† - nem ért célba, de rangsorolták, mert teljesítette a versenytáv 90%-át